# 国际民用航空组织

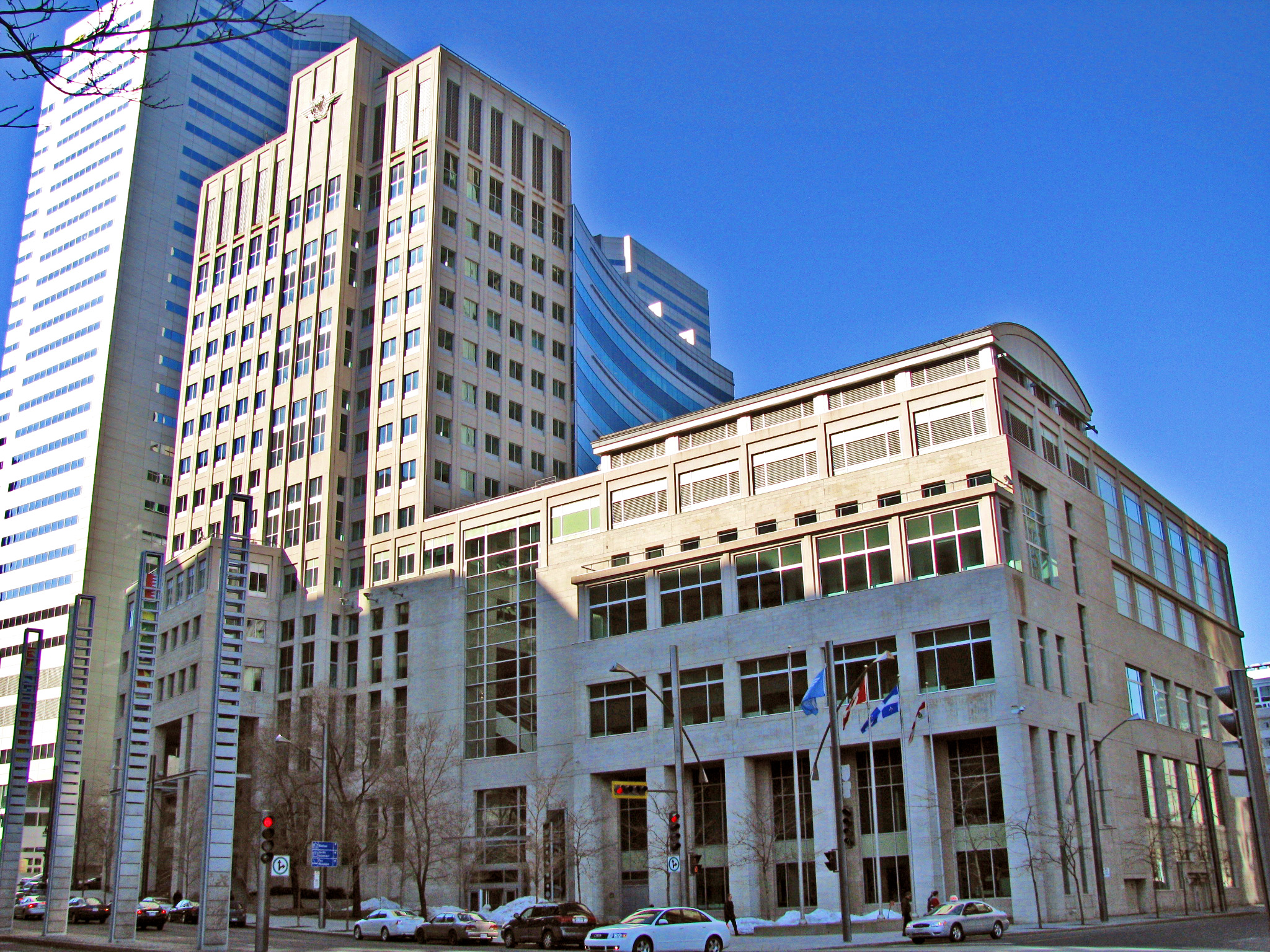
国际民航组织的总部

國際民用航空組織，簡稱國際民航組織（法语：Organisation de l'Aviation Civile Internationale，縮寫：OACI，縮寫：ICAO），是一个联合国专门机构，專責管理和發展世界各國民用航空事務，每3年舉行一次大會。國際民航組織成立於1947年，共193個會員國。全球總部位於加拿大蒙特利爾。其職責包括：發展國際航空導航的規則和技術；預測和規劃國際航空運輸的發展以保證航空安全和有序發展。该組織還制定各種航空標準以及运行程序，以保證全球各地民航机构運作的一致性；并制定航空事故調查規範，這些規範被所有成員國之民航管理機構所遵守。

## 歷史
国际民用航空組織前身是根據1919年巴黎公約成立的空中航行國際委員會（ICAN）。第二次世界大戰後航空業的快速發展导致了一系列政治和技術問題，需要一個國際組織協調。在美國政府邀請下，52個國家於1944年11月1日至12月7日參加了在芝加哥召開的國際會議，簽訂《國際民用航空公約》（又称《芝加哥公约》），按公約規定成立臨時國際民航組織（PICAO），因此12月7日是國際民航日。 1947年4月4日，公约生效，ICAO正式成立，並於5月6日召開第一次大會。5月13日，该組織正式成為聯合國的一個專門機構。12月31日，空中航行國際委員會終止运作，資產轉移給ICAO。

## 總部及地區辦事處
總部： 加拿大蒙特婁
全球共設有八個地區辦事處：
- 亞洲及太平洋地區 -  泰國曼谷

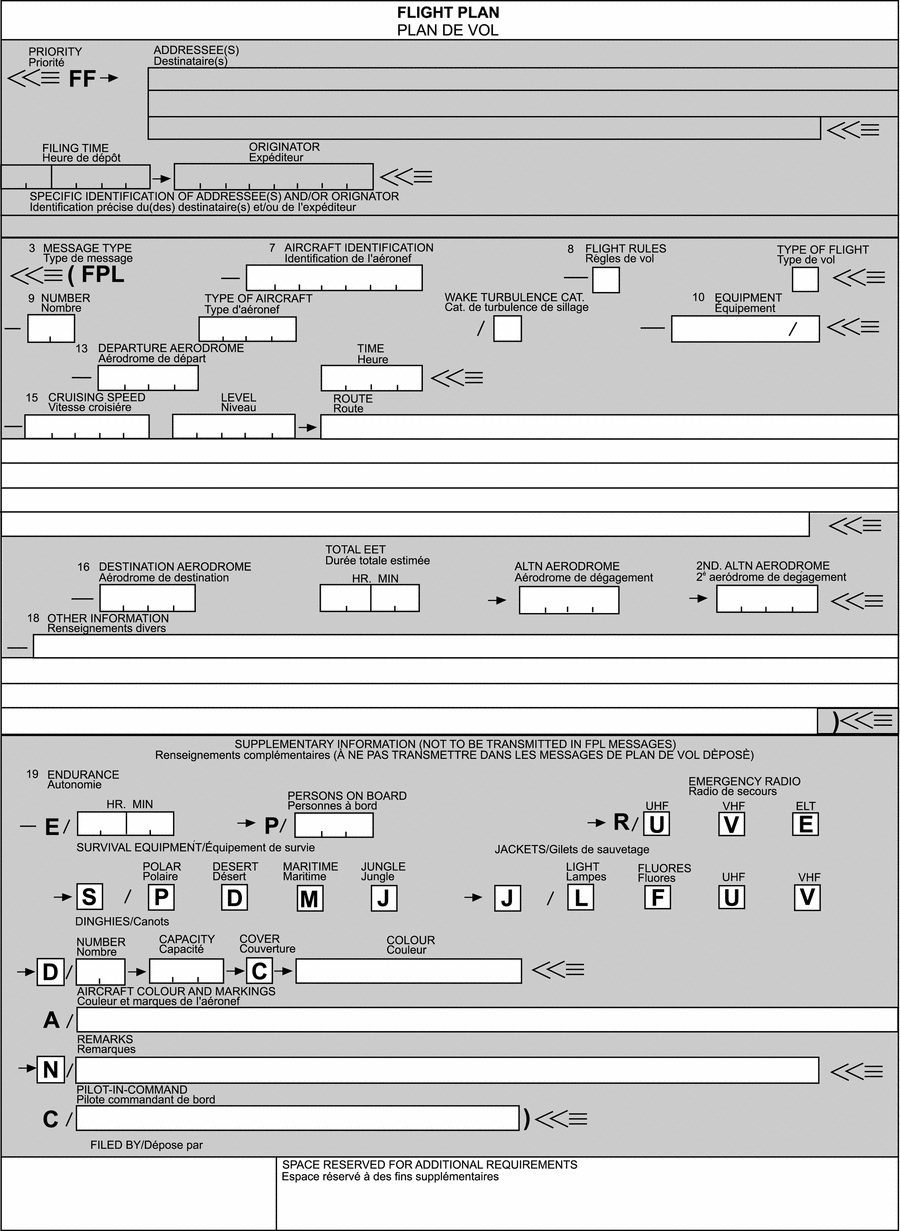
ICAO飛行計畫標準表格

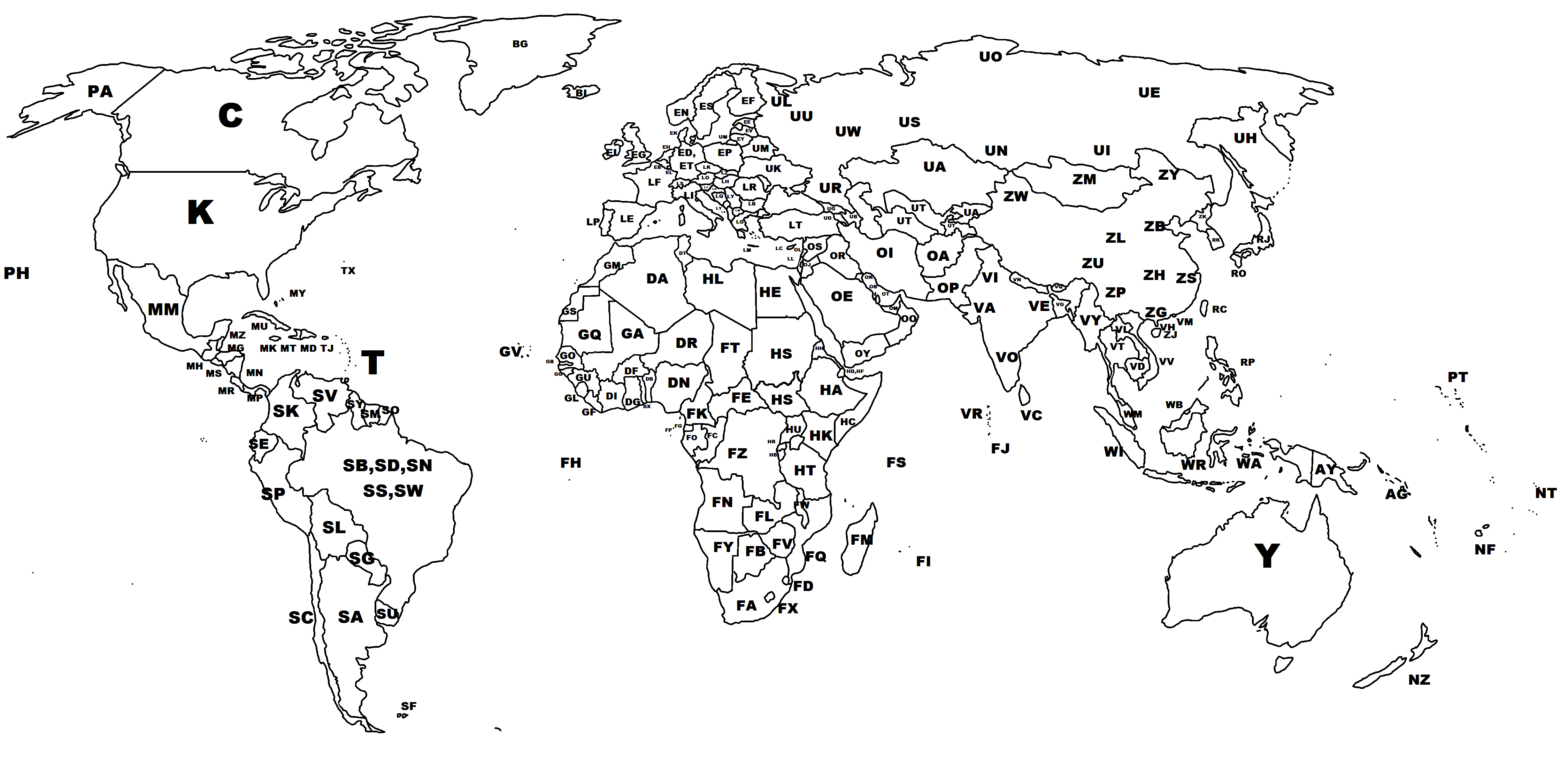
代碼表

- 亞洲及太平洋地區-分區辦事處 -  中国北京
- 中美洲及北美洲及加勒比海地區 -  墨西哥墨西哥城
- 南美洲地區 -  秘魯利馬
- 東部非洲及南部非洲地區 -  內羅畢
- 中部非洲及西部非洲地區 -  塞内加尔達喀爾
- 歐洲及北大西洋地區 -  法國巴黎
- 中東 -  埃及開羅

## 常驻国际民航组织代表

### 秘书长名单
| 秘书长                        | 国家       | 任期       |
| ----------------------------- | ---------- | ---------- |
| 胡安·卡洛斯·萨拉萨尔·戈梅兹   | 哥伦比亚   | 2021－至今 |
| 柳芳                          | 中國       | 2015－2021 |
| 雷蒙·邦雅曼                   | 法國       | 2009－2015 |
| 塔耶布·谢里夫                 | 阿尔及利亚 | 2003－2009 |
| 雷纳托·克劳迪奥·柯斯塔·佩雷拉 | 巴西       | 1997－2003 |
| 菲力普·罗扎特                 | 瑞士       | 1991－1997 |
| 温德·辛格·西度                | 印度       | 1988－1991 |
| 伊夫 兰伯特                   | 法國       | 1976－1988 |
| 阿萨德·柯台特                 | 黎巴嫩     | 1970－1976 |
| 博纳多斯·特尔曼·维特          | 荷蘭       | 1964－1970 |
| 罗纳德·麦卡利斯特·麦克唐纳    | 加拿大     | 1959－1964 |
| 卡尔·罗伯特·永贝里            | 瑞典       | 1952－1959 |
| 艾伯特·罗珀                   | 法國       | 1944－1951 |

### 理事会主席名单
| 主席                   | 国家     | 任期       |
| ---------------------- | -------- | ---------- |
| 萨尔瓦多·夏卡蒂诺      | 義大利   | 2020－     |
| 奥卢穆伊瓦·贝纳德·阿留 | 奈及利亞 | 2013－2019 |
| 罗伯特·高贝·冈萨雷斯   | 墨西哥   | 2006－2013 |
| 阿萨德·柯台特          | 黎巴嫩   | 1976－2006 |
| 沃特·比纳伊            | 阿根廷   | 1957－1976 |
| 爱德华·皮尔森·华纳     | 美国     | 1947－1957 |

### 會員資格
截至2019年4月，共有193位國際民用航空組織會員，包含193個聯合國會員國中的192個國家，加上庫克群島。
列支敦斯登（没有机场）是唯一没有加入该组织的联合国会员国，但该国政府授权瑞士政府可以将国际民航公约适用于该国领土。而其它没有机场的联合国会员国（摩纳哥、圣马力诺等）都已加入了该组织。